# Evile
Gli Evile sono un gruppo musicale thrash metal britannico, nato nel 2007 a Huddersfield.

## Storia del gruppo
Il gruppo è nato ai tempi della scuola per mano di Matt Drake e Ben Carter come cover band dei Metallica sotto il nome di "Metal Militia", a loro si aggiunsero il fratello di Drake nelle vesti di chitarrista e, dopo una breve ricerca, il bassista Mike Alexander. Il loro primo concerto fu nell'Ukrainian Club (Halifax).
Nel 2006 supportano gli Exodus in un breve Tour Europeo,  partecipando al palco durante "Bloodstock Open Air 06" e aprono a Manchester il "Damnation Festival".
Dopo la pubblicazione di due EP autoprodotti, Hallows Eve (2004) e Hell Demo (2006), nell'ottobre del 2006 firmano per la storica etichetta discografica Earache Records e nel 2007 pubblicano l'album di debutto Enter the Grave, registrato ai "Grave at Sweet Silence Studios" di Copenaghen con il produttore Flemming Rasmussen (Metallica, Morbid Angel, Blind Guardian, Artillery). L'album debutta alla 33ª posizione della "U.K. Rock Albums Chart". Nel febbraio e marzo 2008 supportano i Megadeth nel Tour Europeo "Tour of Duty".
Sempre nel marzo del 2008, la seconda traccia di Enter the Grave, intitolata Thrasher, viene resa una canzone scaricabile e giocabile (Earache Pack) nel videogioco per Xbox 360 e PlayStation 3 chiamato Rock Band.
Nell'aprile del 2008 partecipano ad un altro tour europeo con gli Exodus, durante il quale gli Evile hanno saltuariamente accompagnato gli Exodus durante i cori della canzone "Toxik Waltz" (Da Fabulous Disaster 1988). Sempre durante questo tour (precisamente sabato 12 aprile) hanno suonato "Enter the Grave" insieme ad un ragazzo di 14 anni di nome Jake Priestley, che è stato "scovato" dal gruppo attraverso un video, messo su YouTube dal quattordicenne stesso, in cui suonava appunto "Enter the Grave".
Il 5 ottobre 2009 muore il bassista Mike Alexander in seguito ad un malore, durante il tour europeo della band in supporto ad Amon Amarth e Entombed. Il posto di bassista verrà preso da Joel Graham.

## Formazione

### Formazione attuale
- Matt Drake - voce, chitarra (2007-presente)
- Ol Drake - chitarra (2007-presente)
- Joel Graham - basso (2009-presente)
- Ben Carter - batteria (2007-presente)

### Ex componenti
Mike Alexander - basso (2007-2009; deceduto a causa di un malore)

## Discografia

### Album in studio
- 2007 - Enter the Grave
- 2009 - Infected Nation
- 2011 - Five Serpent's Teeth
- 2013 - Skull